# Rosa turkestanica
Rosa turkestanica es una especie de planta del género Rosa, de la familia Rosaceae.

## Taxonomía
Rosa turkestanica fue descrita por Regel en 1877.

## Distribución
Se encuentra en el territorio de Kazajistán.